# William Sherwin (ministre)
Pour les articles homonymes, voir William Sherwin et Sherwin.
William Sherwin, né en 1607 et mort vers 1687, est un ministre anglais. Il est conférencier ou assistant du révérend Josias Byrd, le recteur de l'église  Sainte-Marie-la-Vierge à Baldock.

## Biographie
Le Dictionary of National Biography suggère qu'il a été réduit au silence en 1660 ou expulsé en 1662. Il écrit un certain nombre d'ouvrages sur des thèmes bibliques et théologiques. 
Sherwin s'est marié le 11 septembre 1637 avec Dorothea Swan, décrite comme « généreuse ». Son fils (aussi appelé William Sherwin) est un graveur.
Il meurt à Fowlmere, Cambridge, à l'âge d'environ 80 ans, dans la maison de son gendre.